# Medalha Boltzmann
Medalha Boltzmann é o mais importante prêmio da União Internacional de Física Pura e Aplicada concedido a físicos que obtiveram feitos positivos em mecânica estatística. É denominado em homenagem ao físico Ludwig Boltzmann.
A premiação trianual ocorre durante uma conferência concernente à física estatística. O prêmio consiste em uma medalha dourada, a qual tem na frente a inscrição Ludwig Boltzmann, 1844 - 1906.

## Agraciados
Todos os agraciados são físicos ou matemáticos, cuja contribuição para a física estatística seja relevante.
- 1975 Kenneth Wilson
- 1977 Ryogo Kubo
- 1980 Rodney Baxter
- 1983 Michael Fisher
- 1986 David Ruelle e Yakov G. Sinai
- 1989 Leo Kadanoff
- 1992 Joel Lebowitz e Giorgio Parisi
- 1995 Samuel Edwards
- 1998 Elliott Lieb e Benjamin Widom
- 2001 Berni Alder e Kyozi Kawasaki
- 2004 Ezechiel Godert David Cohen e Harry Eugene Stanley
- 2007 Kurt Binder e Giovanni Gallavotti
- 2010 John Cardy e Bernard Derrida
- 2013 Giovanni Jona-Lasinio e Harry Swinney
- 2016 Daan Frenkel e Yves Pomeau
- 2019 Herbert Spohn[1]